# Pavel Mareš (motocyklový závodník)
Pavel Mareš (* 20. ledna 1943) je bývalý motocyklový závodník, reprezentant v ploché dráze.

## Závodní kariéra
Závodit na ploché dráze začal v roce 1959 v Ústí nad Labem pod vedením Jaroslava Volfa staršího. V Mistrovství Československa na klasické ploché dráze startoval mezi léty 1963-1971, nejlépe skončil v roce 1965 na 2. místě. V Mistrovství světa jednotlivců se čtyřikrát kvalifikoval do kontinentálního finále, nejlépe skončil na 9. místě v roce 1965 ve Wroclawi. Ve finále mistrovství světa dvojic 1971 skončili s Václavem Vernerem na 4. místě. V Mistrovství světa družstev skončil na 3. místě v kontinentálním finále v letech 1964, 1965, 1966 a 1971. Od roku 1966 závodil za AMK Slaný, se kterým získal v roce 1969 mistrovský titul. Na ledové ploché dráze skončil v roce 1967 ve finále mistrovství světa na 9. místě